# 오컬트

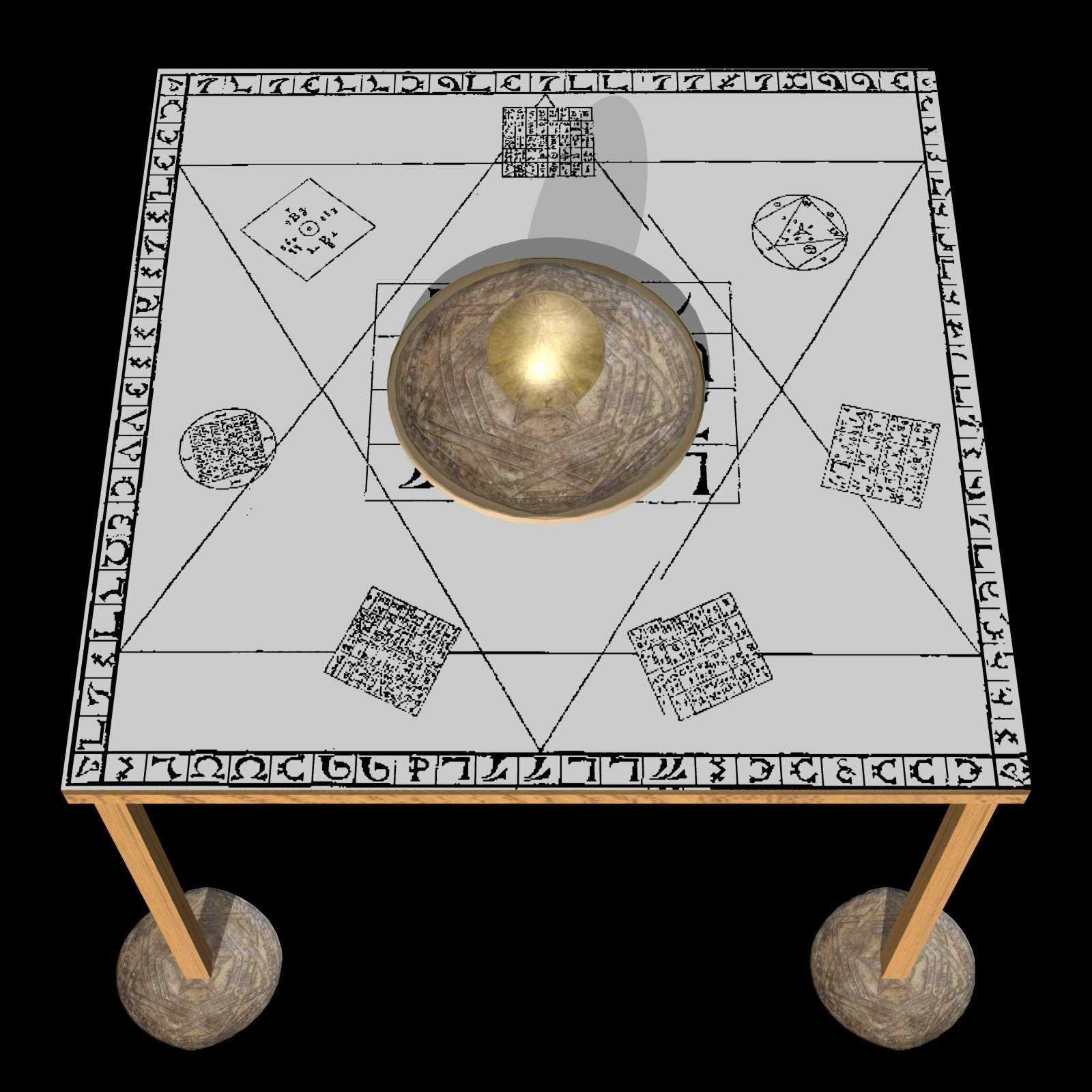

오컬트(occultism 오컬티즘[*])는 물질 과학으로 설명할 수 없는 "숨겨진 지식"을 탐구하는 학문이다. 라틴어 "오쿨투스(Occultus: 숨겨진 것, 비밀)"에서 유래하였다.
심령주의(心靈主義 · Spiritualism)와 혼동하기도 하는데 약간 다른 분야이다. 심령주의는 초자연적인 영역을 탐구하는 것으로, 주변에서 흔히 볼 수 있는 무당, 영매, 종교적 광신자, 기타 개인적인 체험을 바탕으로 신이나 혹은 천사 혹은 다른 차원의 초월적 존재들과 교통한다고 주장하는 사람들에게서 찾아볼 수 있다. 또한 심령주의는 개인의 영적 발전과 관련된 영성주의(靈性主義) 또는 영성(靈性 · Spirituality)와도 관련이 깊다. 오컬트는 신비주의적이고 초상적인 현상에 대한  탐구를 하는 형이상학적인 과학이라 할 수 있다.
동양의 오컬트는 중국의 역학 체계, 도교 체계, 인도의 아유르베다와 요가 체계 그리고 티베트의 탄트리즘 체계 등에서 발견할 수 있으며, 서양의 오컬트는 유대교의 카발라, 초기 기독교의 영지주의 등에서 그 원리를 찾을 수 있다. 신지학회 · 프리메이슨 · 장미십자회 등의 단체에서 오컬트의 원리를 발견할 수 있다.

## 같이 보기
- 영성(Sprituality)
- 심령주의(Spiritualism)
- 밀교(Esotericism)
- 동양의 밀교(Eastern Esotericism)
- 서양의 밀교(Western Esotericism)
- 연금술(Alchemy)
- 헤르메스주의(Hermeticism)